# Prix Julia-Verlanger
Der Prix Julia-Verlanger ist ein französischer Literaturpreis, der seit 1986 jährlich für Werke aus dem Bereich der Science-Fiction verliehen wird.
Der Preis ist dem Andenken der 1985 verstorbenen Science-Fiction-Autorin Eliane Grimaître, alias Julia Verlanger, gewidmet, und wurde von Jean-Pierre Taïeb, dem Witwer von Julia Verlanger, initiiert und bis zu seinem Tod 1991 auch vergeben. Nach 1991 wurde die Vergabe von Annick Béguin von der Buchhandlung Cosmos 2000 übernommen und der Preis wurde bis 1996 zusammen mit dem Prix Cosmos 2000 verliehen und danach beim Festival Visions du Futur.
Heute wird der Preis von der Fondation Julia-Verlanger unter Schirmherrschaft der Fondation de France beim Festival Utopiales vergeben.

## Liste der Preisträger
- 1986: Michel Jeury für Le Jeu du monde und Stefan Wul für Noô
- 1987: Bernard Simonay für Phénix
- 1988: Graham Masterton für Le Portrait du mal
- 1989: Hugues Douriaux für La Biche de la forêt d'Arcande
- 1990: Stephen Donaldson für L'Appel de Mordant
- 1991: David Eddings für La Belgariade
- 1992: Barbara Hambly für Fendragon
- 1993: Orson Scott Card für Les Chroniques d'Alvin le Faiseur
- 1994: Pierre Bordage für Les Guerriers du silence
- 1995: Bernard Simonay für La Porte de Bronze
- 1996: Gilles Thomas für Les Cages de Beltem
- 1997: Pierre Grimbert für Six Héritiers (Le Secret de Ji-1) und Clive Barker für Imajica
- 1998: Laurent Kloetzer für Mémoire vagabonde
- 1999: Neil Gaiman für Neverwhere
- 2000: Michel Pagel für L'Équilibre des paradoxes
- 2001: Francis Valéry für La Cité entre les mondes
- 2002: David Calvo für Wonderful
- 2003: Thomas Day für La Voie du sabre
- 2004: Sylvie Denis für Haute-École
- 2005: Mary Gentle für Le Livre de Cendres
- 2006: Jean-Pierre Andrevon für Le Monde enfin
- 2007: Jean-Marc Ligny für Aqua™
- 2008: Jeanne-A Debats für La Vieille anglaise et le continent
- 2009: Michael F. Flynn für Eifelheim
- 2010: Vincent Gessler für Cygnis
- 2011: Yoss für Planète à louer
- 2012: Jasper Fforde für La Route de Haut-Safran; Sonderpreis für Roland C. Wagner
- 2013: Gail Carriger für Le Protectorat de l’ombrelle
- 2014: Olivier Paquet für die Trilogie Le Melkine
- 2015: Laurent Genefort für Lum'en
- 2016: Karim Berrouka für Le Club des punk contre l’apocalypse zombie
- 2017: Becky Chambers für Wayfarers
- 2018: Patrick K. Dewdney für L’Enfant de poussière
- 2019: Tade Thomson für Les Meurtres de Molly Southbourne
- 2020: Martha Wells für die Serie Journal d’un AssaSynt
- 2021: Mary Robinette Kowal für The Calculating Stars[1]
- 2022: P. Djèlí Clark für Ring Shout
- 2023: Claire Garand für Paideia